# Грос-Фольштедт
Грос-Фольштедт (нем. Groß Vollstedt) — община в Германии, в земле Шлезвиг-Гольштейн. 
Входит в состав района Рендсбург-Экернфёрде. Подчиняется управлению Норторфер Ланд.  Население составляет 954 человека (на 31 декабря 2010 года). Занимает площадь 9,02 км².